# ARD.de
Die Website ARD.de ist das zentrale Internetportal der ARD. ARD.de bildet gemeinsam mit tagesschau.de, sportschau.de und DasErste.de den gemeinschaftlichen Auftritt ARD Online. Dieser ist einer der reichweitenstärksten deutschsprachigen Internetauftritte. ARD.de steht unter der Gesamtfederführung des Südwestrundfunks und wird von der ARD-Online-Redaktion in Mainz erstellt.

## Geschichte
ARD.de ging 1996 online und wurde ab 1999 schrittweise zur Dachdomain der ARD ausgebaut. Seit April 2003 werden Zugänge zu allen Online-Auftritten der ARD über dieses Internetportal gebündelt. Somit werden dort die Auftritte von tagesschau.de, sportschau.de und DasErste.de miteinander verknüpft, auf die aber auch weiterhin jeweils direkt zugegriffen werden kann. Seit Mai 2008 zählt auch die damals neu gestartete ARD Mediathek zu den Angeboten von ARD.de. Redaktionsleiter war von 1999 bis Juli 2016 Sönke Vaihinger, seit August 2016 ist es Thomas Laufersweiler.

## Angebote
Weil ARD.de als Dachdomain dient, werden auf der Startseite die jeweiligen Topthemen der einzelnen Rubriken präsentiert. Bei den Rubriken handelt es sich im Einzelnen um „Nachrichten“, „Sport“, „Ratgeber“, „Wissen“, „Kultur“, „Kinder“, „ARD Intern“, „Fernsehen“, „Radio“ und „ARD Mediathek“.
Die Rubrik „Nachrichten“ wird von der Redaktion tagesschau.de beim NDR in Hamburg erstellt. Die Rubrik „Sport“ wird von sportschau.de beim WDR in Köln gestaltet. Die Rubrik „Börse“ wurde von der Redaktion boerse.ARD.de beim HR in Frankfurt am Main gestaltet; am 15. Dezember 2020 um 12 Uhr wurde das Angebot von boerse.ARD.de abgeschaltet. Neue Heimat der Börsen- und Finanzberichterstattung der ARD ist das gemeinsam von tagesschau.de und der ehemaligen boerse.ARD.de-Redaktion gestaltete Ressort Wirtschaft auf tagesschau.de.
Die Inhalte für die Rubriken „Ratgeber“, „Wissen“ und „Kultur“ werden von der ARD.de-Redaktion in Mainz zusammengestellt. Dabei werden sowohl eigene Beiträge erstellt als auch ausgewählte Onlineangebote der Landesrundfunkanstalten und Gemeinschaftseinrichtungen der ARD verlinkt. Unter der Rubrik „Kinder“ sind die ARD-Angebote für Kinder zu erreichen.
Die Rubrik „Fernsehen“ wird von der Redaktion DasErste.de erstellt, die Teil der Programmdirektion Erstes Deutsches Fernsehen in München ist. Die Rubriken „ARD Intern“ (eine Selbstdarstellung der ARD), „Radio“ und „ARD Mediathek“ (das Audio- und Video-Portal der ARD) werden wiederum von der ARD.de-Redaktion erstellt.